# Муслиманске резолуције
Муслиманске резолуције су биле резолуције које су током Другог светског рата усвајали муслимани у Босни и Херцеговини (тада у саставу Независне Државе Хрватске), уз значајно учешће својих верских удружења.

## Позадина
Током Другог светског рата је територија Босне и Херцеговине припала квислиншкој државној творевини Независној Држави Хрватској чије је формирање, уз подршку Трећег рајха, прогласио Славко Кватерник 10. априла 1941. године

. У Независној Држави Хрватској је убрзо по њеном оснивању започет геноцид над Србима, Јеврејима и Ромима. У циљу спровођења политике геноцида је створен велики број концентрационих логора. Срби, који су чинили релативну већину становника Босне и Херцеговине, постали су жртве ове политике геноцида. Део муслиманског становништва се сврстао уз усташе и учествовао у вршењу геноцида. Поред тога, смишљеним активностима као што су коришћење муслиманских одевних предмета током вршења злочина над Србима и намерним гласним ословљавањем муслиманским именима су усташе изазивале сукобе између Срба и муслимана. Овакви догађаји су утицали на то да муслимани из Босне и Херцеговине усвоје читав низ резолуција:
- Зеничка резолуција
- Сарајевска резолуција
- Приједорска резолуција
- Мостарска резолуција
- Бањалучка резолуција
- Тузланска резолуција
- Бијељинска резолуција и
- Требињска резолуција

## Сарајевска резолуција
Сарајевска резолуција је била резолуција коју је током Другог светског рата у Сарајеву (тада у саставу Независне Државе Хрватске) 14. августа 1941. године на предлог главног одбора усвојила скупштина удружења илмије (муслимански верски службеници) „Ел-Хидаје“. Овом резолуцијом се констатује тешка ситуација у којој су се нашли муслимани Босне и Херцеговине а за коју се наводи да је последица смишљене политике усташа да изазову сукобе православаца и муслимана, јавно се осуђују злочини појединих муслимана над грко-источњацима (православним Србима), констатује обесправљеност муслимана коју спроводе католици и захтева успостављање реда и мира, кажњавање одговорних за злочине и пружање помоћи жртвама.
Велики број муслимана, грађана Сарајева се окупио 12. октобра 1941. године и на том скупу усвојио и потписао резолуцију чији је садржај сличан садржају Сарајевске резолуције коју је скупштина удружења илмије „Ел-Хидаје“ усвојила 14. августа 1941. Иницијатори и идејни творци ове резолуције су били Мехмед ефендија Ханџић (истакнути алим) и Касим ефендија Добрача (председник Ел-Хидаје).
 Конкретан повод за иницијативу за састављање ове резолуције је било то што је Махмед ефенди Ханџић увидео погубне последице нове државне политике по муслимане Босне и Херцеговине. Он је, поводом проглашавања злочина над комунистима, Србима и Јеврејима за, теоретски и научно образлагану, државну политику НДХ која је за последицу имала све тежи положај муслимана којима се у светској јавности приписивала кривица за овакву државну политику и њене последице, заједно са својим најбољим пријатељем Касимом ефенди Добрачом саставио текст резолуције коју је 14. августа 1941. године на предлог главног одбора усвојила скупштина Ел-Хилмије, а затим и муслимани, грађани Сарајева, у октобру 1941. године.
Текст резолуције се састоји од три тачке у којима се износе констатације и ставови потписника резолуције поводом актуелне ситуације у којој се налазе муслимани Босне и Херцеговине:
- Прва тачка резолуције констатује тешко стање у којем су се нашли муслимани Босне и Херцеговине због смишљене политике изазивања међунационалних сукоба и непромишљених напада узбуњених Срба на муслимане
- Друга тачка резолуције одриче одговорност свих муслимана за злочине које су поједини муслимани починили над Србима речима: Чињеница, што међу починитељима разних злодјела има људи и са муслиманским именима, не може кривицу и одговорност бацити на муслимане.— Тачка 2 Сарајевске резолуцијеТакође, у другој тачки резолуције се осуђују муслимани који су чинили насиље и износи се став да је такво насиље резултат деловања „неодговорних елемената и неодгојених појединаца“ и одбија се прихватање да „љага“ због злочина падне на све муслимане.[3] Констатује се да су у циљу изазивања мржње између грко-источњака (мисли се на православне Србе) и муслимана организатори злочина над грко-источњацима облачили фес немуслиманима који су се током вршења злочина међусобно ословљавали муслиманским именима.
- Трећа тачка резолуције констатује појаву нетрпељивости католика према муслиманима који су претворени у грађане другог реда.

После констатација и ставова изнетих у три тачке резолуције у посебном делу резолуције је списак од седам захтева упућен одговорним „чимбеницима“ (факторима) и муслиманским верским и политичким представницима. Овим захтевима се тражи успостављање безбедности и сигурности живота и имовине свих грађана, спречавање изазивања међунационалних сукоба, суђење одговорнима за злочине и помоћ жртвама дотадашњих сукоба.
Резолуцију је потписало 108 муслимана који су функционери и чланови разних верских удружења, професора, судија, запослених у државној управи, трговаца, земљопоседника, студената итд.

## Зеничка резолуција
Зеничка резолуција је резолуција коју је 26. маја 1942. године потписала група од 27 угледних муслимана из Зенице и у којој се констатује тежак положај Рома исламске вероисповести из Босне и Херцеговине које власти НДХ упућују у логоре, и захтева се од верских власти да утичу на власти НДХ да поштују сопствену уредбу која тзв. беле Цигане муслимане дефинише аријевцима изузетим од депортовања у логоре, да се пусте из логора и врате они који су одведени и да се казне власти и органи који су прекршили одредбу Министарства унутрашњих послова и вршили депортовање у логоре тзв. белих Цигана муслимана.